# Afrocanthium pseudoverticillatum
Afrocanthium pseudoverticillatum är en måreväxtart som först beskrevs av Spencer Le Marchant Moore, och fick sitt nu gällande namn av Henrik Lantz. Afrocanthium pseudoverticillatum ingår i släktet Afrocanthium och familjen måreväxter. Inga underarter finns listade i Catalogue of Life.